# 마들렌 비오네
마들렌 비오네(프랑스어: Madeleine Vionnet, 1876년 6월 22일 ~ 1975년 3월 2일)는 "바이어스 컷 드레스의 선구자"로 가장 잘 알려진 프랑스의 패션 디자이너이다. 비오네는 1912년 파리에 첫 패션 하우스를 설립하기 위해 런던에서 훈련을 받고 프랑스로 돌아왔다. 1914년에 제1차 세계 대전이 발발하면서 문을 닫아야 했지만 전쟁이 끝난 이후에 다시 문을 열었고 비오네는 1920년대와 1930년대 파리를 대표하는 디자이너 중 한 명이 되었다. 비오네는 1939년에 제2차 세계 대전이 시작되면서 다시 패션 하우스를 닫아야 했고 1940년에 은퇴하게 된다.
1925년 영국판 보그에서 "아마도 모든 프랑스의 쿠르티에 가운데 가장 위대한 기하학자"라고 소개한 비오네는 오늘날 우아한 그리스 스타일의 드레스와 패션계의 편견을 대중화한 것으로 가장 잘 알려져 있으며 최근에는 많은 디자이너들에게 영감을 준 것으로 알려져 있다.

## 생애
1876년 6월 22일에 루아르주 실뢰르오부아(Chilleurs-aux-Bois)의 가난한 가정에서 태어났다. 아주 어린 시절에 부모님과 헤어졌고 5세가 되었을 때에 요금 징수원인 아버지와 함께 오베르빌리에로 이사했다. 이미 학교를 졸업한 비오네는 12세 때에 농촌 경비대(Garde champêtre) 요원들과 함께 재봉사로 견습생 생활을 시작했다. 18세에 짧은 결혼 생활과 어린 자녀를 잃은 뒤에 남편을 떠나 런던으로 가서 병원 재봉사로 일했다. 비오네는 런던에 있는 동안에 케이트 릴리의 조수로 일했다.
비오네는 파리로 돌아와서 패션 하우스인 칼로 쇠르(Callot Soeurs)에서 6년 동안 투아르(Toile) 제조업자로 근무했다. 비오네는 건물주와 의견 충돌 이후에 자신의 자리를 떠나겠다고 위협했다. 그러나 칼로 자매 가운데 맏이인 마리 칼로 제르베르(Marie Callot Gerber)가 제르베르와 함께 살아있는 모델에게 드레이프 디자인을 즉흥적으로 만드는 승진 제안을 하면서 머물기로 설득했다. 비오네는 나중에 마리 칼로 제르베르를 "훌륭한 여성"이라고 칭찬했고 나중에 "칼로 쇠르의 본보기가 없었다면 나는 포드를 계속 만들었을 것이다. 그들 덕분에 롤스로이스를 만들 수 있었다."고 말했다. 비오네의 단순함에 대한 열망은 결국 패션 하우스인 특유의 얇은 프릴과 상충되었다.
비오네는 1907년부터 1911년까지 자크 두세(Jacques Doucet)의 디자인 조수로 활동했다. 맨발 모델을 사용하고 느슨한 로브를 디자인한 비오네의 방식은 그 회사의 스타일과 충돌했다. 1912년에는 자신의 패션 하우스인인 "비오네"(Vionnet)를 설립했지만 제1차 세계 대전이 시작되면서 1914년에 문을 닫았다. 비오네는 1923년에 회사를 재설립하고 아브뇌 몽테뉴(Avenue Montaigne)에 새로운 건물을 열었는데 이곳은 "패션의 성전"으로 알려지게 되었다. 비오네의 패션 하우스인는 1925년에 미국 뉴욕 5번가에서 건물을 확장했다. 그는 기성복을 구매하여 착용자에게 맞게 조정한 디자인을 판매했다.
비오네의 바이어스 컷(Bias cut) 의류는 1930년대 오트쿠튀르를 장악했으며 마를렌 디트리히, 캐서린 헵번, 조앤 크로퍼드, 그레타 가르보와 같은 국제적으로 명성을 떨친 여자 배우들이 입었던 관능적인 가운으로 트렌드를 설정했다. 그의 충성스러운 고객에는 주로 유럽 귀족과 로베르 드 로실드 여남작, 마담 시트로엥 해리슨 윌리엄스 부인(모나 폰 비스마르크), 레이디 데이비스와 같은 부유한 북아메리카 여성들이 포함되었다.
여성의 형태에 대한 비오네의 비전은 현대 의류에 혁명을 일으켰고 그의 독특한 컷의 성공은 그의 명성을 보장했다. 그는 패션계의 저작권법을 위해 싸웠다. 그는 당시 혁신적인 노동 관행으로 여겨졌던 유급 휴가와 출산 휴가, 탁아소, 식당, 그리고 직원들을 위한 상주 의사와 치과의사 등을 도입했다. 199년에 제2차 세계 대전이 발발하면서 비오네는 패션 하우스를 폐쇄해야 했고 1940년에 은퇴하게 된다. 비오네는 경력 동안 약 12,000개의 의류를 제작했다.
매우 사적인 개인이었던 비오네는 대중의 과시와 일상적인 경박함을 피했다. 그는 디자이너로서 성공했지만 패션계에 대한 혐오감을 표현하며 "비오네 학교에 대해 말할 수 있는 한 그것은 주로 제가 패션의 적이었기 때문입니다. 패션의 계절적이고 애매한 변덕에는 피상적이고 불안정한 면이 있어 제 미적 감각을 불쾌하게 합니다."라고 말했다. 비오네는 "순간의 디자이너"가 되는 데 관심이 없었으며 자신의 여성적 아름다움에 대한 비전에 충실하는 것을 선호했다.

## 스타일과 기술
비오네는 코코 샤넬과 함께 딱딱하고 격식을 갖춘 옷에서 더 세련되고 부드러운 옷으로의 전환을 이끈 공로를 인정받고 있다. 샤넬과 달리 비오네는 자기 홍보에 대한 욕구가 거의 없었고 1940년에 은퇴함으로 인해 더 광범위한 운동에 대한 그의 기여는 무시되었다. 마들렌 비오네는 "여성이 웃을 때에는 드레스도 함께 미소를 지어야 합니다."라고 말한 것으로 알려져 있다. 그는 코르셋, 패딩, 딱딱함 등 여성의 몸에서 나타나는 자연스러운 곡선을 왜곡하는 모든 것을 피하면서 자연스러운 여성의 모습을 강조하는 옷으로 유명해졌다.
이사도라 덩컨의 현대적인 춤에 영향을 받은 비오네는 여성의 자연스러운 몸매를 과시하는 디자인을 만들어냈다. 덩컨과 마찬가지로 비오네도 고대 그리스의 미술에서 영감을 받았는데 이러한 의상은 옷이 몸의 모양을 왜곡하거나 틀어지게 하는 대신 몸 주위를 자유롭게 떠다니는 것처럼 보인다. 그의 스타일은 그의 경력 동안에 비교적 크게 변하지 않았지만 1930년대에 조금 더 몸에 꼭 맞았다.
비오네는 1920년대에 바이어스 컷을 활용한 의류를 개발해 큰 반향을 일으켰다. 바이어스 컷은 원단의 결에 대각선으로 천을 자르는 기술로 착용자와 함께 늘어나고 움직이면서도 몸에 달라붙을 수 있게 함으로써 큰 반향을 일으켰다. 비오네는 바이어스로 원단을 자르는 방법을 처음 발명한 것은 아니지만 의류 전체에 바이어스 컷을 활용한 최초의 사람이었다. 그의 작품은 기존의 옷과 달리 선의 직선을 따라 자른 천 조각에 바이어스 컷을 적용한 트림과 장식을 사용했다.
비오네는 매끈하고 몸에 꼭 맞으며 몸에 꼭 맞는 룩을 연출하기 위해 바이어스 컷을 사용하여 여성복에 혁명을 일으켰고 패션계의 정상에 올랐다. 때때로 발명가로 인정받기도 했지만 비오네는 이미 스커트, 트림, 장식품에 사용된 이 기술을 전신 드레스에 적용했다고 주장했다. 전문 쿠튀리에인 비오네는 바이어스 컷으로 자른 직물을 여성 신체의 곡선에 맞게 드레이프하여 움직임의 유동성을 표현할 수 있다는 것을 알고 있었다. 그녀는 이 컷을 사용하여 표현과 움직임의 잠재력을 촉진하고 편안함과 움직임, 그리고 형태를 디자인에 통합했다.
비오네의 단순한 스타일은 미니어처 인형에 직물 디자인을 자르고 드레이핑하고, 고정하는 것을 포함한 긴 준비 과정을 거쳤다. 그는 실물 크기의 모델에 쉬폰, 실크 또는 모로코 크레페로 전체 의류를 재현했다. 비오네는 크레페 드 신, 가바르딘, 새틴과 같은 재료를 사용하여 1920년대와 1930년대 여성 패션에서 이례적인 원단을 만들었다.
그는 드레이핑을 수용하기 위해 필요 이상으로 1.83m 더 넓은 천을 주문하여 고급스럽고 감각적이면서도 심플하고 현대적인 옷, 특히 드레스를 만들었다. 착용자에게 달라붙어 움직이는 독특한 비오네 스타일에는 손수건 드레스, 카울 넥, 홀터 탑이 포함되었다.